# 青年路站 (武汉地铁)
青年路站位于中华人民共和国湖北省武汉市江汉区，是武汉地铁2号线的地铁车站，規劃時稱“航空路站”，因站位位于青年路上，且原青年路站（今王家墩东站）已更名，故改名为青年路站。

## 车站结构

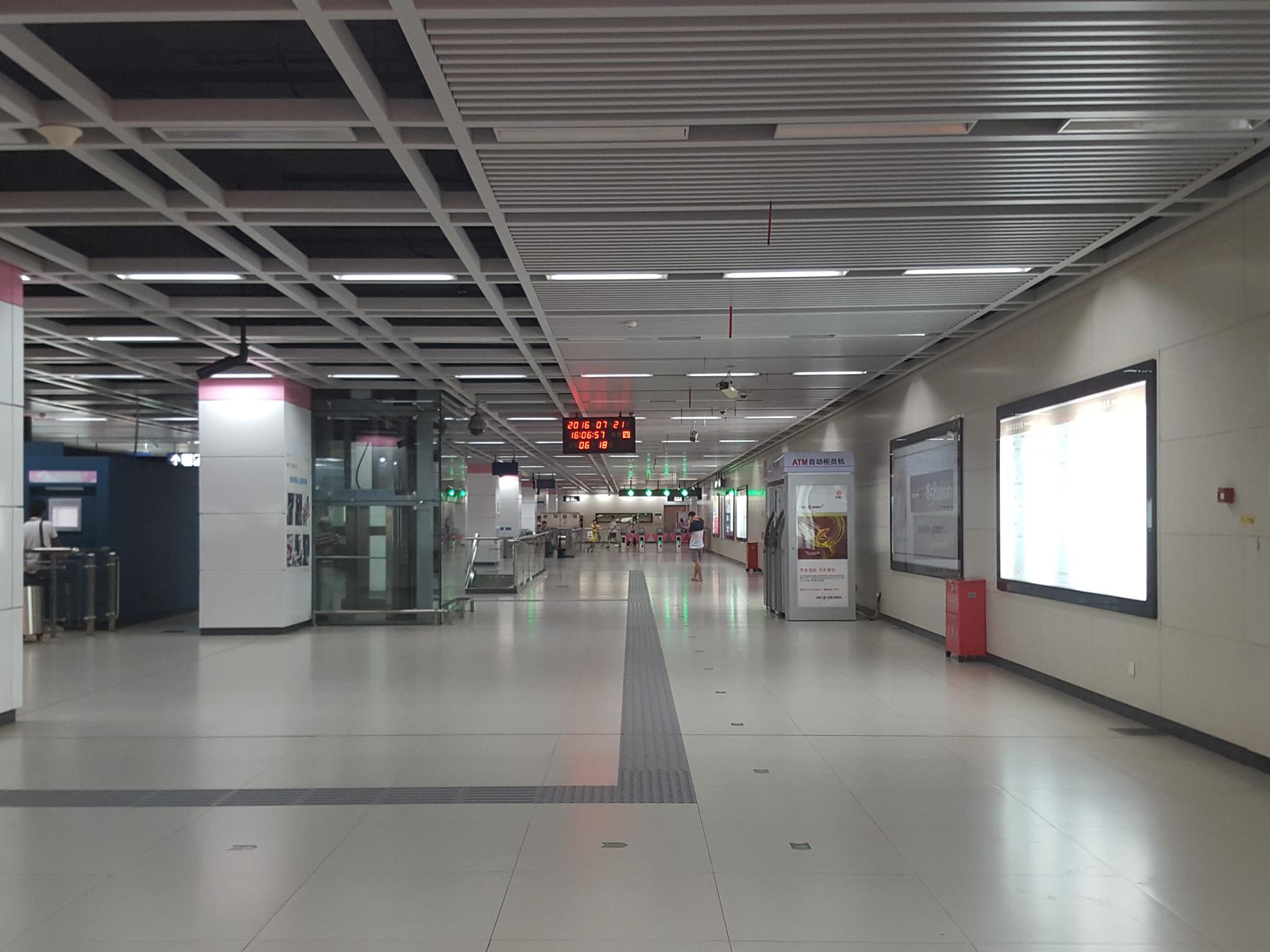
站廳層

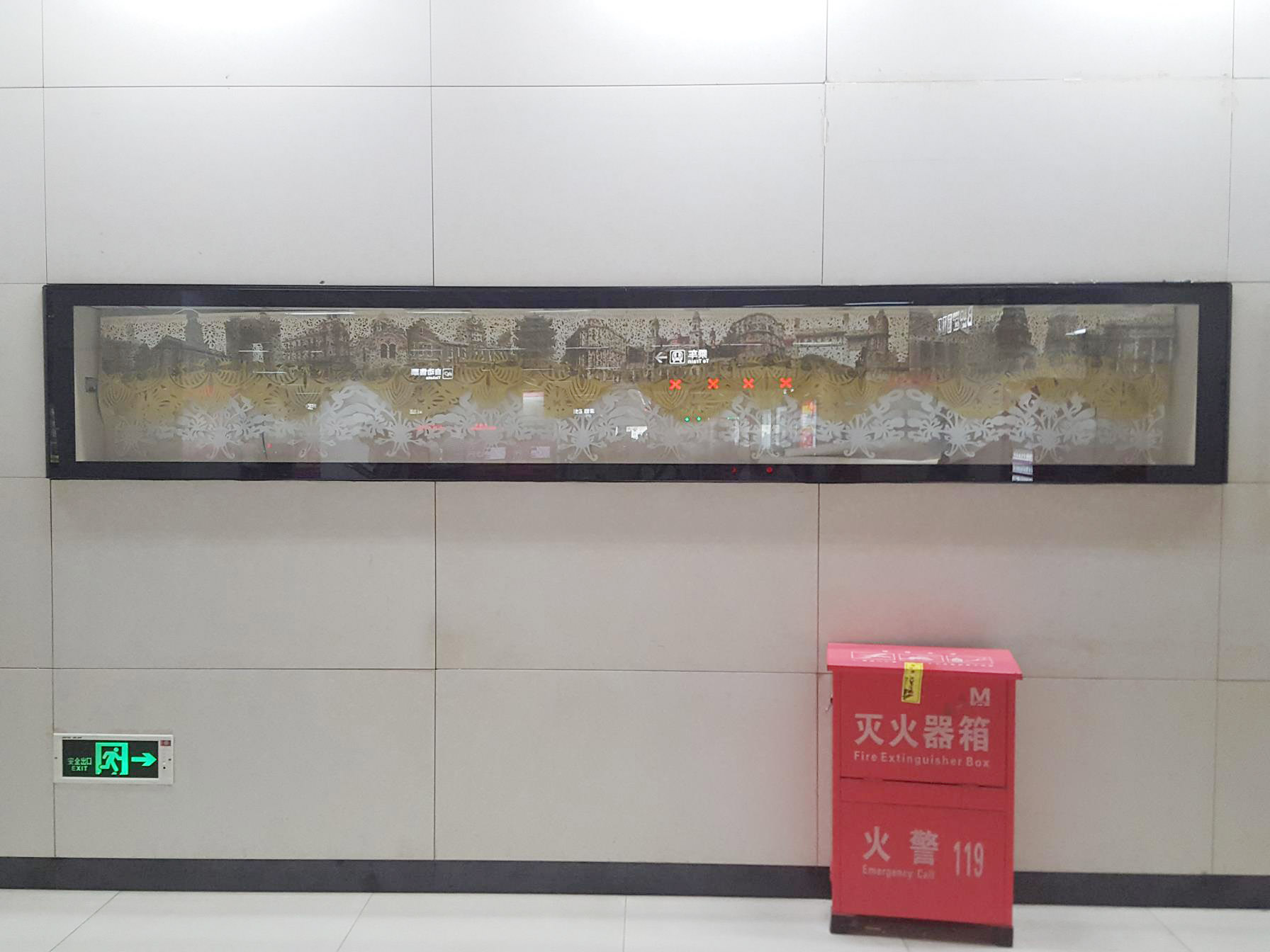
藝術盒

位于青年路与航空路交汇处北侧，沿青年路偏西布置。
车站于2008年5月完成招标。
车站总长210.2m ，标准段宽18.5 m，开挖深度约17.6m，主体建筑面积为7980㎡。
车站为地下两层：地下一层为站厅层，地下二层为站台层。

### 楼层分布
| 地面     | 地面               | 出入口                                         |  |  |
| 地下一层 | 站厅               | 售票机、客服中心、车站商店、武漢通充值、洗手間 |  |  |
| 地下二层 |                    | █ 2号线 往天河机场（王家墩东）                 |  |  |
|          | 岛式站台，左侧开门 |                                                |  |  |
|          |                    | █ 2号线 往佛祖岭（中山公园）                   |  |  |

### 車站出口
|                                                 |      |      |                                               |
| 出口編號                                        | 設施 | 照片 | 建議前往的目的地                              |
| A                                               |      |      | 青年路 萬松園橫路、航空路小学                 |
| B                                               |      |      | 青年路 電業路、航空路、華中科技大學同濟醫學院 |
| C                                               |      |      | 青年路 万景花园                               |
| D                                               |      |      | 青年路 萬松園橫路、萬松園路、青年路客運站     |
| 注： 設有升降機 \| 設有輪椅升降台 \| 設有洗手間 |      |      |                                               |

## 邻近地区
湖北客运公司青年路客运站

航空路邮局

武汉地铁集团上盖物业

### 内部链接
- 武汉地铁车站列表